# Aquila africana
Aquila africana là một loài chim trong họ Accipitridae.
Là một loài sống phụ thuộc vào rừng, loài đại bàng này xuất hiện trong các khu rừng nhiệt đới nguyên sinh ở phía tây, trung bộ và (một chút) phía đông châu Phi, nơi chúng săn mồi các loài chim và sóc cây. Do sự tàn phá môi trường sống trên diện rộng, quần thể của nó đang suy giảm đều đặn nhưng vẫn chưa đảm bảo nâng cấp tình trạng của nó khỏi nhóm loài ít quan tâm.